# رحمة بنت الحسن
الأميرة رحمة بنت الحسن (13 أغسطس 1969) أميرة أردنية، الابنة الكبرى للأمير الحسن بن طلال والدتها الأميرة ثروت الحسن. وهي ابنة عم الملك عبد الله الثاني بن الحسين.

## التعليم
- التعليم الابتدائي في عمان، الأردن.
- مدرسة شيربورن للبنات في دورست، انكلترا
- كلية ترينيتي في جامعة كامبريدج، إنجلترا - بكالوريوس الفنون مع مرتبة الشرف في قسم الدراسات الشرقية (1991)
- كلية ترينيتي في جامعة كامبريدج، إنجلترا - ماجستير في الفلسفة في قسم العلاقات الدولية (1992).[3][4]

## العمل والنشاطات
الأميرة رحمة تعمل حاليا في مجال التعليم والرياضة. وهي رئيسة الاتحاد الأردني للجمباز، وكذلك رئيسة جمعية الشابات المسلمات، حيث تولّت هذا الدور خلفاً لوالدتها في عام 2007.

## الزواج والأطفال
في يوليو 1997، تزوجت من علاء البطاينة، وهو ابن عارف البطاينة (عضو مجلس النواب سابقاً وعضو مجلس الأعيان ووزير الصحة والمدير العام للخدمات الطبية الملكية). أما علاء البطاينة فقد كان وزير الطاقة والثروة المعدنية من 11 أكتوبر 2012 إلى 30 مارس 2013. لديهما طفلين هما:
- عائشة (2 كانون الثاني 2002).[8]
- عارف (15 شباط 2006).[8]